# 介福
介福（约1690年代—1762年），字受茲，一字景菴，号野園，佟佳氏，满洲镶黄旗人。清朝官员，进士出身。

## 生平
雍正十年（1732）壬子举人，癸丑联捷进士。由翰林院庶吉士历任日讲起居注官，翰林院侍讀、检讨，陕西、安徽学政，太仆寺卿，内阁学士兼礼部侍郎，盛京刑部侍郎，吏部右侍郎，經筵講官，正红旗满洲副都统，正紅旗蒙古副都統，上書房總師傅，乾隆二十四年任册封豫嬪副使，二十六年教習庶吉士，卒于次年（1762年）。誥封光祿大夫。
介福曾在乾隆十六年辛未科、十九年甲戌科、二十二年丁丑科三次担任会试副考官，而担任乡试考官则多达四次：乾隆十七年壬申科顺天乡试、二十一年丙子科江南乡试、二十五年庚辰顺天乡试的副考官，二十四年己卯科的浙江乡试则是正考官。

## 轶事
和硕质庄亲王西园主人永瑢（出繼為慎靖郡王允禧孫），曾跟随介福学习经学，受益匪浅。并且在书法、篆隶、绘画等方面都得到了大幅度的提高。

## 著作
- 《野園诗集》、《西清斋笔录》、《退思斋诗》、《留都集》、《关中纪行草》、《采江小草》等。[4]

## 家庭及关联
- 曾祖佟圖賴，正藍旗漢軍都統，谥勤襄；
- 姑祖母佟佳氏，顺治帝庶妃，康熙帝生母孝康章皇后；
- 祖父佟國綱，領侍衛內大臣，吏部尚书，一等公，谥忠勇；
- 父亲鄂伦岱，领侍卫内大臣，一等公爵；
- 叔父夸岱，工部尚书，一等公；
- 叔父法海，康熙甲戌进士，官兵部尚书。
- 胞兄溫僖公補熙，世襲騎都尉、理藩院尚書、正藍旗滿洲都統。其女佟佳氏，原配嫁镶蓝旗满洲、骑都尉、果壮公西林覺羅氏鄂實（父一等襄勤伯鄂爾泰），继妻镶黄旗满洲大学士高斌之女高佳氏。
- 子翼貴，勳舊佐領、河南歸德營參將。其：
  - 子一等公舒明阿；孙女佟佳氏封道光帝之孝慎成皇后；孙儿頭等侍衛裕祥，其女佟佳氏封咸丰帝之端恪皇贵妃。
  - 女佟佳氏，继配嫁镶红旗貝勒綿懿（父成哲親王永瑆即乾隆帝第十一子，母淑嘉皇貴妃金佳氏）。
- 子都倫。其子舒通阿；孙女佟佳氏嫁道光壬午科進士正蓝旗宗室受慶（孙儿光緒十八年（1892年）壬辰科进士宗室寶熙）。
- 女佟佳氏，嫁正蓝旗宗室明本（胞兄固山貝子明韶，其曾孙道光十八年（1838年）戊戌科进士、武英殿大學士靈桂；胞姊愛新覺羅氏，嫁镶黄旗满洲富察氏明义（号我斋，著有诗集《綠煙鎖窗集》，其父一等公傅清））。
- 女佟佳氏，嫁宗室興（父宗室祐綬，先祖阿拜 (清朝)即弩爾哈齊第三子）。
- 族亲慧德，雍正癸卯進士。
- 族亲柏壽，光緒丁丑進士，江蘇知縣。